# Saskatchewan Roughriders

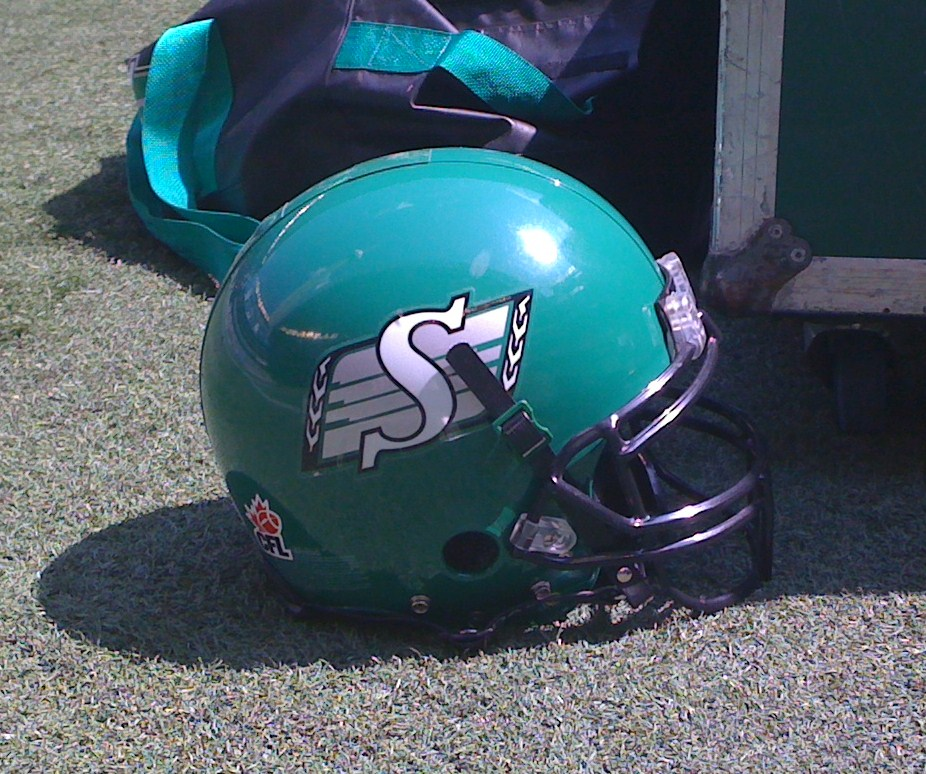
Helm der Saskatchewan Roughriders

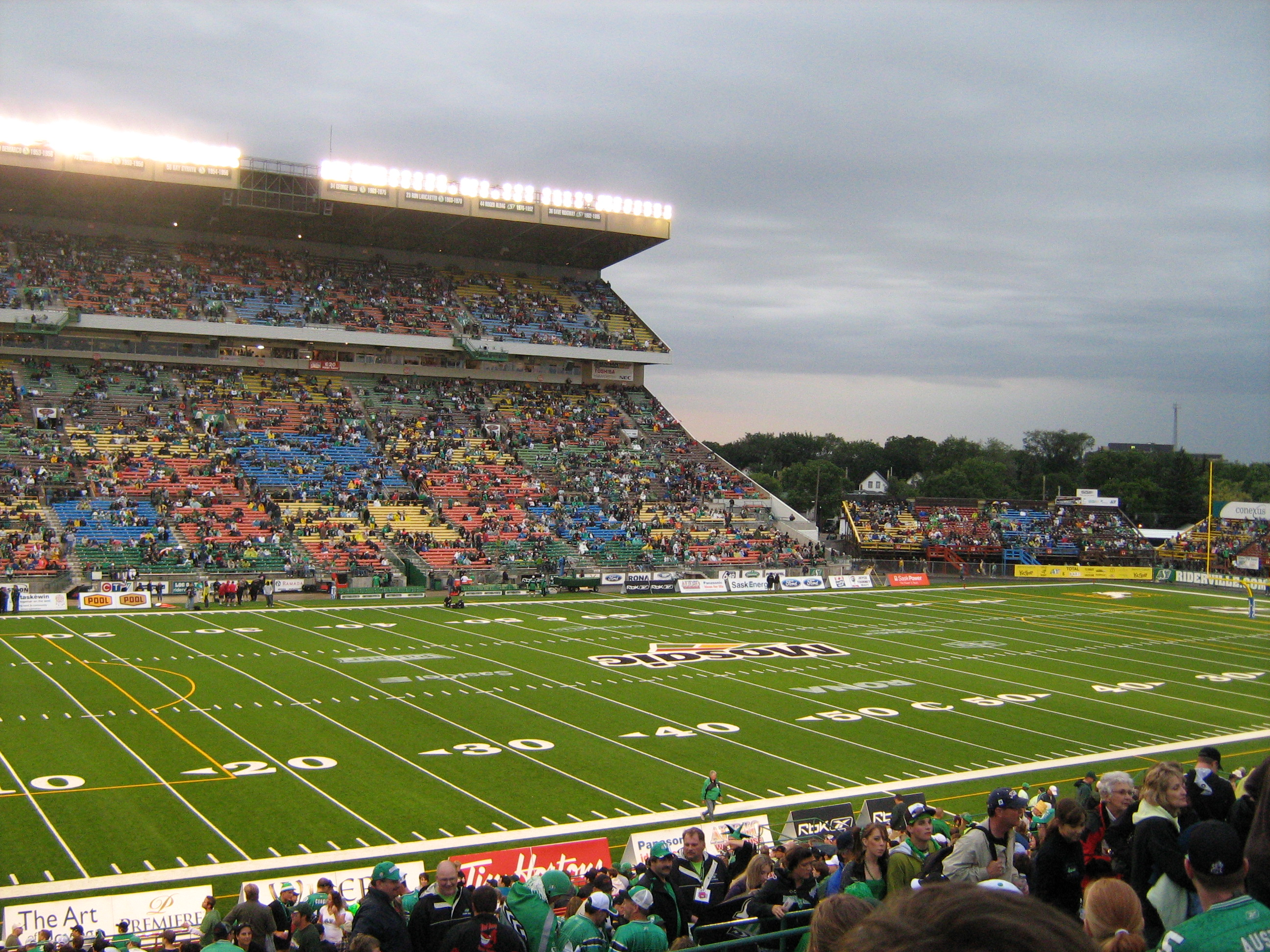
Das Mosaic Stadium, Heimstadion der Saskatchewan Roughriders

Die Saskatchewan Roughriders sind ein Canadian-Football-Team aus Regina in der kanadischen Provinz Saskatchewan. Er wurde 1910 als Regina Rugby Club gegründet und spielt in der Canadian Football League in der West Division. Sie spielen ihre Heimspiele im Mosaic Stadium, das 2017 ihre ehemalige Heimat von Taylor Field ersetzte.  Das derzeitige Stadion hat eine Kapazität von 33.350. Der Klub ist bekannt für seine besonders fanatischen Anhänger, genannt melonheads (Melonenköpfe).

## Vereinsfarben
Der Helm der Roughriders hat eine grüne Grundfarbe mit einem weißen S auf grauem Schild. Die Vereinsfarben sind grün, weiß, schwarz und silber.

## Erfolge
Die Saskatchewan Roughriders gewannen die Meisterschaft der West Division sechsmal, das erste Mal 1951 und nahmen insgesamt fünfzehnmal am Grey Cup teil, den sie aber nur viermal gewannen.

## Team

### Legende
| RB Runningback | G Guard              | LB Linebacker        | WR Wide Receiver  | SB Slotback     |
| QB Quarterback | T Tackle             | DT Defensive Tackle  | DB Defensive Back | K Kicker        |
| FB Fullback    | C Center             | DE Defensive End     | CB Cornerback     | P Punter        |
| TE Tight End   | OL Offensive Lineman | DL Defensive Linemen | S Safety          | LS Long Snapper |